# Тошаков, Аркадий Александрович
Аркадий Александрович Тошаков (30 августа 1887 — 22 августа 1938) — советский военно-морской деятель, начальник штаба Балтийского флота, начальник отделения обстановки пути технического отдела Волгостроя НКВД.

## Биография
Из дворян, русский, образование высшее, беспартийный. Окончил Морской кадетский корпус в 1908. Гардемарин знаменитого Мессинского выпуска, оказывал помощь при сильнейшем землетрясении в Европе, награждён в числе всего личного состава серебряной медалью на бело-зелёной ленте.
После Революций остался в РСФСР, начальник штаба Балтийского флота. Одно время возглавлял штаб морских сил Республики Советов. С 1926 по 1927 занимал должность начальника учебно-строевого управления ВМС РККА. После 1935 работал начальником отделения обстановки пути технического отдела Волгостроя НКВД.

## Адреса
- В Ленинграде, Васильевский остров, 1-я линия, дом 2.
- В Рыбинске, улица Старая Ершовская, дом 19.

## Репрессии
Арестован первый раз ВЧК в 1919.
Арестован второй раз ОГПУ в ноябре 1930 по «Гвардейскому делу». Коллегией ОГПУ 30 апреля 1931 осуждён на 10 лет ИТЛ, выпущен в 1935. Его бывшая жена Татьяна Михайловна и дочь Татьяна Аркадьевна высланы из Ленинграда в этом же году.
Арестован третий раз НКВД 23 февраля 1938. Осуждён 22 августа 1938 Военной коллегией Верховного суда СССР по обвинению в шпионаже, расстрелян в день вынесения приговора. Место расстрела: Московская область, полигон Коммунарка. Реабилитирован 11 января 1969 тем же судебным органом.

## Звания
- Мичман (1909).
- Лейтенант русского императорского флота (14 апреля 1913);